# Gobemouche bleu
Cyanoptila cyanomelana
Espèce
Statut de conservation UICN

 LC  : Préoccupation mineure
Le Gobemouche bleu (Cyanoptila cyanomelana) est une espèce de passereau appartenant à la famille des Muscicapidae. Il est aussi appelé Gobemouche du Japon.

## Description
Le gobemouche bleu mesure jusqu'à 18 cm de long de la tête à la queue. Il est de couleur bleu vif avec un ventre blanc.

## Alimentation
C'est une espèce insectivore qui se nourrit dans la canopée des forêts.

## Répartition et sous-espèces
- C. c. intermedia (Weigold, 1922) — Manchourie ;
- C. c. cyanomelana (Temminck, 1829) — sud des Kouriles, Japon et péninsule coréenne.

Il hiverne à travers l'Asie du Sud-Est.

### Taxonomie
Cyanoptila cyanomelana a deux sous-espèces :

## Symbole municipal
Au Japon, le Gobemouche bleu est l'oiseau symbole des municipalités de Myōkō, Hachiōji et Umaji, entre autres.